# Vila Josefa Kováříka
Vila Josefa Kováříka v Prostějově byla postavena ve stylu české moderny a geometrizující secese v letech 1910–1912 podle projektu architekta Emila Králíka. Rodinný dům se zahradou situovaný v řadové zástavbě je pozoruhodný především svým interiérem s velkým halovým prostorem a vnitřním atriem. Od roku 1973 je chráněnou kulturní památkou.

## Historie
Bratři František a Josef Kováříkovi patřili na počátku 20. století k nejvýznamnějším podnikatelům v Prostějově. V letech 1910–1912 si oba nechali postavit reprezentativní rodinná sídla uprostřed městské zástavby. Dům Ing. Josefa Kováříka podle návrhu architekta Emila Králíka postavila  místní stavitelská firma Konečný-Nedělník. V roce 1954 rodina Kováříkova dům prodala státu, který v něm zřídil jesle. V prvním patře byl upraven byt pro paní Kováříkovou a byly provedeny další změny. Později se objekt stal sídlem školského úřadu (do roku 2001). Po jeho vystěhování byl dlouhá léta nevyužívaný a chátral, z interiéru byla odcizena řada originálních  doplňků, kovových prvků a vybavení. Potomci původních majitelů, kterým byl vrácen v restituci, neměli dostatek prostředků na jeho udržování. V roce 2017 se dům stal majetkem družstva Kováříkova vila, které zahájilo postupné opravy se záměrem zřídit zde veřejný prostor, muzeum a galerii.

## Popis

### Exteriér
Jednoposchoďová vila je situována na konci řadové zástavby na rohu Vojáčkova náměstí a Olomoucké ulice nedaleko Národního domu.  Poměrně úzká parcela si vynutila originální dispoziční řešení, kdy místnosti jsou řazeny do hloubky a za domem se nachází zahrada s  vjezdovou bránou.
Průčelí je orientováno směrem na náměstí a nese znaky nastupující geometrické moderny. K symetricky řešenému hlavnímu průčelí je na levé straně připojena užší vstupní část s fasádou z bílých režných cihel. V ní jsou masivní  kovové dveře s nadsvětlíkem  obložené mramorovými deskami a nad nimi vysoké obdélníkové okno. Světlík je zvenku krytý kovovou mříží s motivem dvanácti měsíců. Po stranách je zvěrokruh lemován dekorativními spirálami. Hlavní průčelí je ve zvýšeném přízemí členěno řadou obdélníkových oken sdružených v počtu 2-3-2. V nadsvětlících mají dekorativní mřížku. Sokl z umělého kamene má čtyři zamřížovaná sklepní okénka. Celý dům je podsklepený.
V patře je uprostřed lodžie s vysazeným poprsníkem, která má z obou stran arkýře s čelními velkými okny a malými zaklenutými okny na bocích. Arkýře jsou lemované hladkou omítkou, ostatní fasáda je provedena z drsné omítky. Lodžie je obložena světlými čtvercovými kamennými deskami s dekorativními bronzovými nýty v rozích. V čele lodžie jsou dveře s postranními okny, které jsou odděleny čtyřmi polosloupy z černého mramoru. Patrovou část horizontálně ukončuje výrazná římsa, nad lodžií zalomená. V této části jsou v atice vsazena dvě menší elipsovitá okna s mramorovou obrubou a  ozdobnou kovovou mřížkou, která vedou do půdních prostorů. Sedlová střecha je na vrcholu ozdobena dvěma velkými měděnými šiškami.
Dvorní část domu je na levé straně řešena jako veranda se schodištěm umožňujícím vstup do zahrady a k pergole. K verandě je připojena terasa se třemi obloukovitými okny lemovanými šambránou, nad kterými je další elipsovité okno s barevnou vitráží vedoucí do obývací haly. V druhé části fasády jsou dveře do dvora a nad nimi vyčnívá velký arkýř.

### Interiér
Po vstupu do domu vede úzká chodba přes dvoukřídlé dveře do vestibulu obloženého mramorem. Nalevo býval pokojík pro služku a kuchyně, napravo salon. Nad hlavním vstupem z předsíně do haly jsou na stěně umístěny tři medailony s motivy ze zvěrokruhu. Centrum tvoří oválná dvoupodlažní hala s vitrážovým  oknem do atria a schodištěm s galerií spojujícím různé části domu. Dominantou haly je vysoký tepaný kryt krbových kamen s hodinovým nástavcem. Jedná se o krásnou umělecko-řemeslnou práci vyrobenou v místní firmě Vulkania. Z původního vybavení se dochovala pouze látková pohovka, která je umně včleněna do točitého schodiště. Strop galerie pokrývají dekorativní sádrové odlitky. Z haly se vstupuje do atria s bronzovou fontánou uprostřed a  dalších místností. Ložnice je přes zimní zahradu propojena se zahradou v zadní části domu. V prvním patře se nacházely soukromé pokoje členů rodiny.